# Fiat Doblo Cargo
Fiat Doblo Cargo — малотоннажный грузовой автомобиль компании Fiat, выпускаемый с 2000 года.

## Описание
Автомобиль Fiat Doblo Cargo является грузовым вариантом Fiat Doblo. В 2006 и 2010 годах автомобиль прошёл рестайлинг.
Модель оснащается двигателями внутреннего сгорания Multijet объёмом 1,3 и 1,6 литра. Мощность двигателя составляет порядка 91 л. с. и 135 л. с. Каждый двигатель сочетается в паре с механической трансмиссией.

## Безопасность
Автомобиль Fiat Doblo Cargo прошёл тест Euro NCAP в 2017 году:
| Водитель | Пассажир | Пешеход | Средство безопасности |
| -------- | -------- | ------- | --------------------- |
| 75%      | 46%      | 57%     | 25%                   |

## Галерея

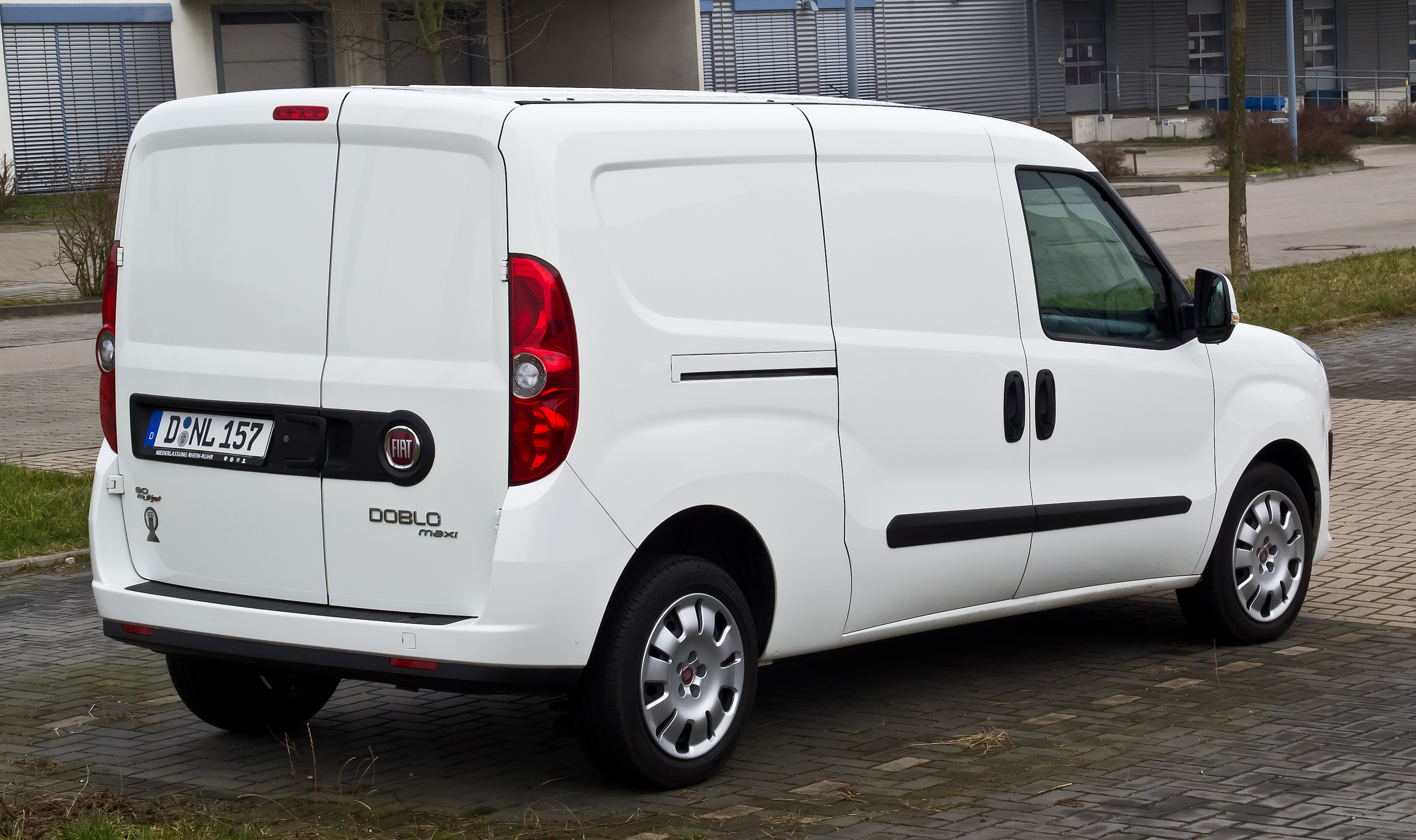
Вид сзади
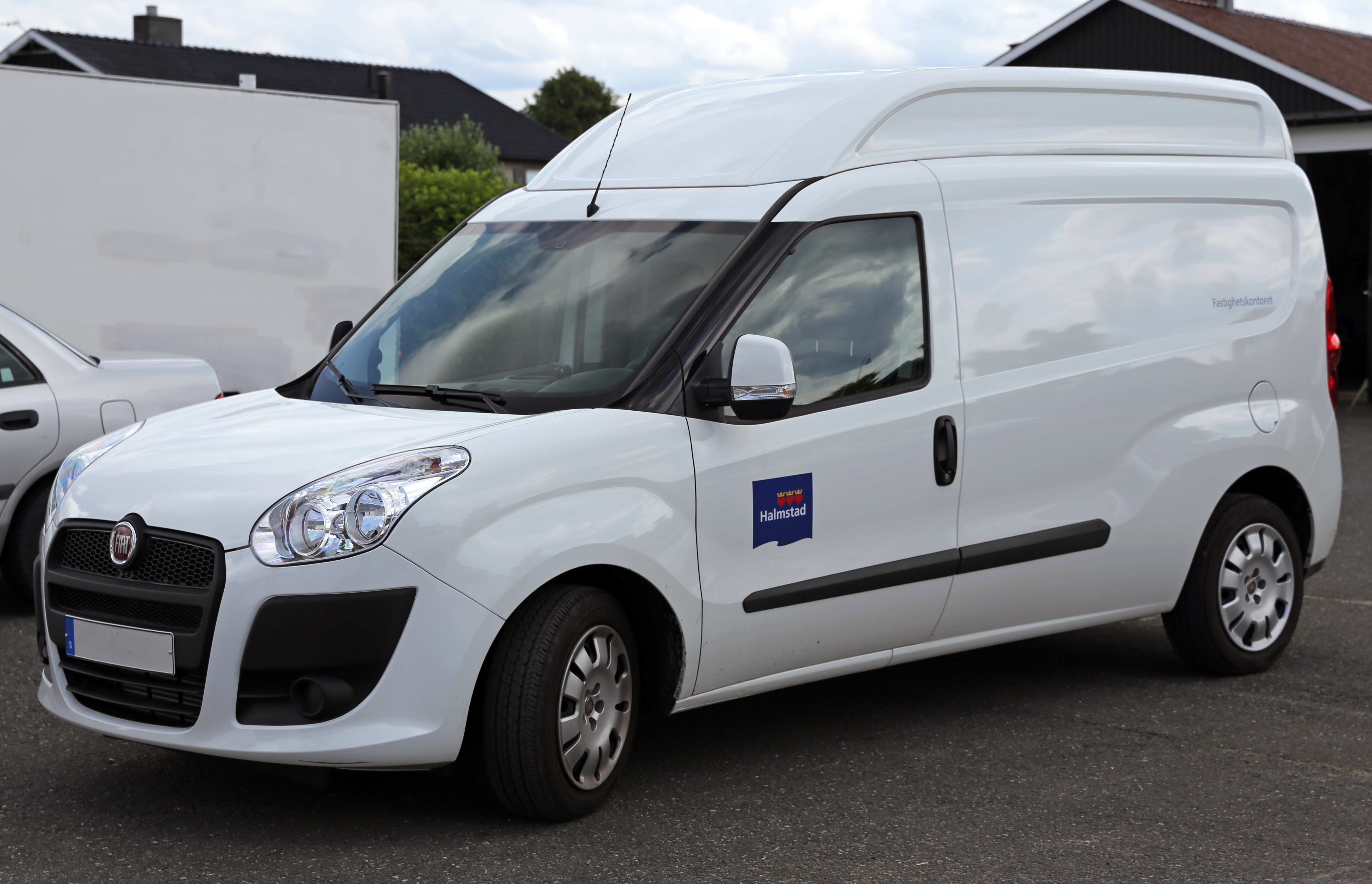
Fiat Doblò Cargo XL
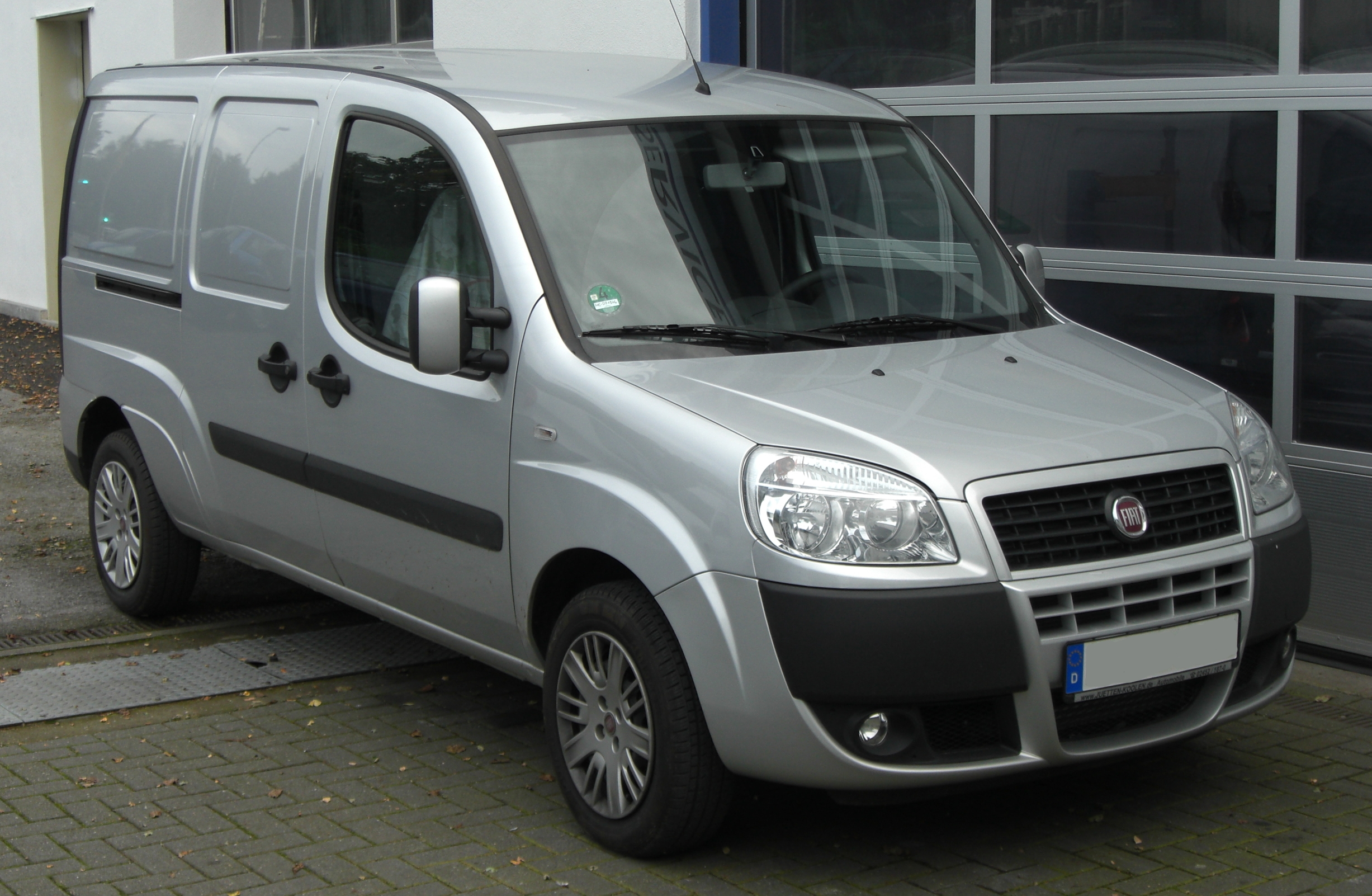
Fiat Doblo Cargo XXL